# Кукринікси
Кукрині́кси (рос. Кукрыниксы) — творчий колектив трьох радянських графіків і живописців Михайла Купріянова (1903—1991), Порфирія Крилова (1902—1990), Миколи Соколова (1903—2000), які працювали у карикатурному стилі. Колектив утворений 1924 році.
Художники працювали під псевдонімом «Кукринікси» (КуКриНікСИ), що складався:
- з першого складу прізвища Ку (Купріянов)
- з першого складу прізвища Кри (Крилов)
- з першого складу імені Нік (рос. Николай)
- з першої літери прізвища С (Соколов)
- літера И на кінці вказувала, що це був не один художник, а колектив.

## Історія
Познайомились майстри карикатури у 1921 році під час навчання у ВХУТЕМАСі — на той час новостворений унікальний навчальний заклад, де викладали легендарні художники Олександр Родченко, Володимир Татлін, Володимир Фаворський. Саме у Вищих художньо-технічних майстернях зароджувалось авангардне радянське мистецтво.
Юні художники постійно експериментували, знаходили і створювали нові мистецькі форми: спочатку ілюстрували художні твори, пізніше виступали як карикатуристи. У 1922 році М. Купріянов і П. Крилов почали працювати разом у стінній газеті ВХУТЕМАСа під псевдонімами Кукри і Крикуп. Водночас М. Соколов підписував свої роботи як Нікс. 1924 року він приєднався до М. Купріянова та П. Крилова і в студентській стінгазеті вони працювали уже втрьох як Кукринікси.
Перша карикатура Кукриніксів була надрукована 1926 року в журналі «Комсомолія». Пізніше їх роботи почали постійно друкуватись у газеті «Правда» і журналі «Крокодил», здебільшого це були політичні карикатури. У роки Німецько-радянської війни брали активну участь в «Окнах ТАСС» (карикатури, плакати).[джерело?]

## Творчість
Найбільшу популярність Кукриніксам принесли численні майстерно виконані карикатури й шаржі, а також книжкові ілюстрації створені в характерному карикатурному стилі. Разом з Подіні, Моором, Бродати, Черемних, Б. Єфімовим створили у світовій культурі абсолютно унікальний феномен — «позитивна сатира».
Етапними роботами для Кукриніксів були гротескові злободенні карикатури на теми внутрішнього й міжнародного життя (серії «Транспорт», 1933—1934, «Палії війни», 1953-57), агітаційні, зокрема антифашистські, плакати («Нещадно розгромимо та знищимо ворога!», 1941) та ін. Троє художників працювали методом колективної творчості (кожен також працював ще й індивідуально — над портретами й пейзажами).
З 1920 років ілюстрували книги:
- Іллі Ільфа і Євгена Петрова «12 стільців» (1933, 1967) та «Золоте теля» (1971)
- Антона Чехова «Дама з собачкою» та інші твори (1940—1946)
- Максима Горького «Життя Клима Самгіна» (1933), «Фома Гордєєв» (1948—1949), «Мати» (1950)
- Михайла Салтикова-Щедріна (1939)
- М. Сервантеса «Дон Кіхот» (1949—52) та інші.

Кукринікси працювали й у станковому живописі:
- Старі господарі — 1936—1937
- Втеча фашистів з Новгорода — 1944—1946
- Таня — 1942—1947
- Кінець — 1947—1948
- Обвинувачення (Військові злочинці та їхні захисники на Нюрнберзькому процесі) — 1967.

## Відзнаки й нагороди
Колектив нагороджений орденами Леніна, Вітчизняної війни 1-го ступеня та медалями.
Нагороджено Ленінською премією (1965), Сталінською премією (1942, 1947, 1949, 1950, 1951), Державною премією СРСР (1975).